# 1980年レークプラシッドオリンピックの中国選手団
1980年レークプラシッドオリンピックの中国選手団（1980ねんレークプラシッドオリンピックのちゅうごくせんしゅだん）は、1980年2月13日から2月24日までアメリカ合衆国ニューヨーク州のレークプラシッドで開催された1980年レークプラシッドオリンピックの中国選手団、およびその競技結果。

## スケート

### フィギュアスケート
- 許兆暁
  - 男子シングル：16位